# Södermanlands runinskrifter 370
Södermanlands runinskrifter 370 är ett vikingatida runstensfragment av sandsten i Ludgo kyrka, Ludgo socken och Nyköpings kommun. Fragmentet är 0,5 gånger 0,48 meter. Runhöjden är 7-11 centimeter. Fragmentet påträffades 1935 i kyrkans grund. Det har plockats fram och förvaras i kyrkan.

## Inskriften
Translitterering av runraden:
es-... ... : stain ... ...kaʀ kia-... ... ...a
Normalisering till runsvenska:
... ... stæin ... ... ... ... ...
Översättning till nusvenska:
... sten ...